# 滁州直隶州

滁州在安徽省的位置（1820年）

滁州直隶州，明清时设置的直隶州。大概是今天滁州市琅琊区，南谯区，来安县和全椒县。
明朝洪武七年（1374年），滁州属凤阳府。二十二年（1389年）二月，直隶京师（南直隶），领二县：全椒县、来安县。清朝顺治初年沿袭明制，属江南左布政使司。康熙六年（1667年），分隶安徽省。评价：冲，繁。隶安庐滁和道。仍领二县：全椒县、来安县。民国初年，州废，改为滁县。